# Afrixalus lindholmi
Afrixalus lindholmi es una especie de anfibios de la familia Hyperoliidae.
Es endémica de Camerún.
Su hábitat natural incluye marismas de agua dulce y corrientes intermitentes de agua dulce.